# Bessenbladwesp
De bessenbladwesp of aalbesbladwesp (Nematus ribesii) is een vliesvleugelig insect uit de familie van de bladwespen (Tenthredinidae). De wetenschappelijke naam van de soort is gepubliceerd in 1763 door Scopoli.
De larven (bastaardrupsen) leven op de bladeren van Ribes-soorten als aalbes en kruisbes. 